# Dobbeltørn
En Dobbeltørn er en allegorisk, grafisk og heraldisk figur, der gengives som en stiliseret ørn med to ørnehoveder på hver sin hals på samme krop, med en vinge til hver side, med et ben til hver side og med halefjer lige ned.
Dobbeltørn eller lignende fuglefigurer med to hoveder og vinger til siderne, findes på genstande fra hettitterne og kulturer i Mellemøsten, fra antikken og fra Amerika før Columbus. Det er teorier om, at figuren kan have symboliseret en altseende guddom, fordi den har fire øjne og kan flyve over menneskene. Dobbeltørnen skal have været anvendt som symbol for den romerske gud Jupiter. Dobbeltørnen findes også i Lagash, en Sumerisk oldtidsby, hvor den var symbolet for Ninurta, søn af Enlil og byens gud.
Fra senmiddelalderen er denne figur anvendt som symbol på en kejser. Den er anvendt i våbenskjolde for tyske, østrigske og russiske kejsere. Dobbeltørne findes både i offentlige våben såsom landskabsvåben, og i private våben såsom lavsvåben og slægtsvåben fra mange europæiske lande. I skomagerlavets segl fra 1822 i Oslo (Christiania), forekommer der en dobbeltørn, og den findes i flere danske skomagerlavs segl. I norske slægtsvåben er der en dobbeltørn i skjoldets skjoldhoved hos slægten Caspary, som indvandrede ca. 1850 fra Schweiz, mens slægten Lund fra Farsund i skjoldets 1. felt har en ørn med to halse uden hoveder. I Italien skal en dobbeltørn i skjoldhovedet symbolisere, at slægten var ghibellinere (tilhængere af den tysk-romerske kejser).
Dobbeltørn anvendes også som symbol for den ortodokse kirke.

## Eksempler på anvendelse af dobbeltørne
- Emblem for Palaiologos-dynastiet og Det byzantinske kejserrige
- Våbenskjold for Det tysk-romerske kejser fra Huset Habsburg
- Rigsvåben for Kejserriget Østrig
- Rigsvåben for Det tyske forbund
- Rigsvåben for Det russiske kejserdømme
- Ruslands rigsvåben
- Rigsvåben for Kongeriget Jugoslavien
- Rigsvåben for Serbien og Montenegro
- Serbiens rigsvåben
- Tidligere rigsvåben for Republika Srpska
- Montenegros rigsvåben
- Albaniens rigsvåben
- Uniform patch for 21. Waffen-bergdivision af SS Skanderbeg (1. albanske)
- Den græsk-ortodokse kirkes flag
- Lübecks våbenskjold
- Beograds våbenskjold
- Bolswards våbenskjold
- Groningens våbenskjold
- Nijmegens våbenskjold
- Frimærke med flaget for det uafhængige Epirus, 1913-1914
- Huset Montefeltros våbenskjold
- Provinsen Toledos flag
- Toledos våbenskjold